# David Goffin
David Goffin (Rocourt, Lieja, 7 de diciembre de 1990) es un tenista profesional belga, que ocupó el puesto 7.º en el ranking ATP en 2017. Fue ganador del Torneo de Tokio 2017 y del Torneo de Metz 2017, Kitzbühel (2014) y Shenzhen (2014). También fue finalista del ATP World Tour Finals 2017, finalista del Masters 1000 de Cincinnati 2019 e integrante del equipo de Copa Davis de Bélgica que fue subcampeón en 2015 y 2017, principalmente por su actuación estelar. Le ha ganado al Big Three (Rafael Nadal, Novak Djokovic y Roger Federer).

## Carrera

### Carrera juvenil
Como juvenil, Goffin compiló un récord de victorias/derrotas individuales de 76-40, alcanzando el N.º 10 en el ranking mundial júnior combinado en julio de 2008. Participó en solo dos torneos juveniles, perdiendo en la segunda ronda de Torneo de Roland Garros 2008 y la primera ronda de Campeonato de Wimbledon en 2008.
Goffin comenzó su carrera profesional en el Future de Luxemburgo de 2008, llegando a octavos de final. En este mismo año consigue su primer título en el F4 de Grecia.

### 2009 - 2011
A mediados de 2009 debutó en los torneos Challenger de la ATP en Turquía, perdiendo en la preclasificación. Durante esta temporada acumularía un saldo de 40 victorias y 24 derrotas.
En 2010 se coronó en el F8 de Alemania, F1 de Bélgica, y F18 de Francia; y llegó a otras cuatro finales, Terminó el año en el puesto 233.
Finalmente en el 2011 debuta en torneos Torneos ATP en Chennai, derrotando al número 1 de la India, Somdev Devvarman en primera ronda llegando a cuartos, siendo derrotado por Stanislas Wawrinka. Termina el año ganando los F19 y F20 de Francia consecutivamente.

### 2012

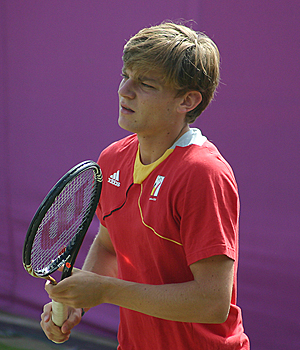
Goffin en los Juegos Olímpicos de Londres 2012.

En 2012, alcanzó los cuartos de final de un torneo ATP World Tour por primera vez en el Chennai Open 2012, después de derrotar a su compatriota top-50 Xavier Malisse y Andreas Beck.
Además tiene importantes participaciones en Torneos como los ATP de Marsella, Barcelona, y su debut en la serie Masters 1000 en Miami.
En el Roland Garros 2024
, el joven belga que se transformaría en la sorpresa del torneo, aunque no ganó en la última ronda clasificatoria, ingresó al cuadro principal del torneo como Lucky Loser gracias a la retirada de Gaël Monfils. En su primera ronda, se enfrentó al mundo no. 27.º y 23.º del torneo Radek Štěpánek y vencerlo en cinco sets. La segunda ronda vio a Goffin enfrentarse al jugador veterano francés Arnaud Clément (quien jugaba su último Abierto de Francia) al que cinco sets en un partido pospuesto debido a la lluvia en un puntaje de 5-1 el día anterior. Goffin luego venció a Lukasz Kubot en la tercera ronda para convertirse en el primer perdedor afortunado en llegar a los últimos 16 de un Grand Slam desde su compatriota Dick Norman en Wimbledon 1995. Goffin finalmente fue eliminado por el tercer cabeza de serie Roger Federer, pero no antes de lograr ganar el primer set, perdiendo finalmente por 7-5, 5-7, 2-6 y 4-6.
Recibió un Will Card para Wimbledon 2012, y en la primera ronda venció al vigésimo cabeza de serie y quarterfinalista de 2011 Bernard Tomic. Luego, en la segunda ronda, venció a Jesse Levine para avanzar a la tercera ronda, donde finalmente perdió contra el 10.º cabeza de serie resurgiente Mardy Fish.
En el Abierto de Estados Unidos 2012, entró en el cuadro principal, pero perdió en la primera ronda al no. 7, sexta cabeza de serie y eventualmente semifinalista en el torneo Tomáš Berdych.
Luego ganó dos partidos de individuales para asegurar a Bélgica un lugar en el Grupo Mundial de la Copa Davis 2013.

### 2013: Inestabilidad
Goffin comenzó la temporada haciendo su debut en el Torneo de Brisbane 2013. Derrotó al comodín (y favorito del público) Matthew Ebden, antes de perder ante el séptimo cabeza de serie Jürgen Melzer en la segunda ronda.
En la primera ronda del Torneo de Roland Garros 2013, se enfrentó al entonces-n.º 1, Novak Djokovic. Él intento ser un desafío para Djokovic, pero perdió el partido en sets corridos. La actuación de Goffin, así como los trabajosos esfuerzos de Djokovic para derrotarlo, fueron objeto de una breve atención a la calidad de la interpretación de Goffin.

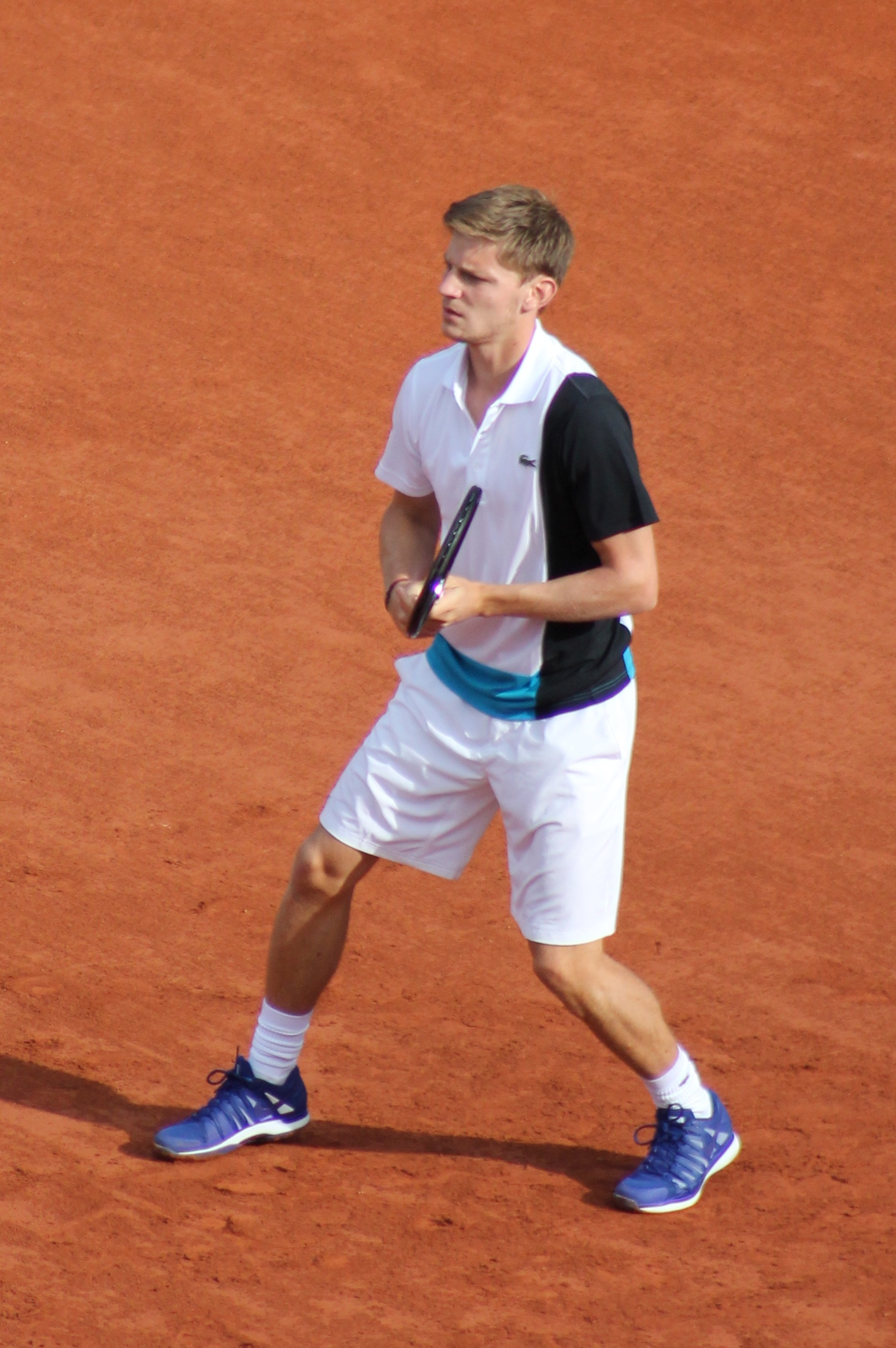
David Goffin en Roland Garros 2013.

Goffin llegó a la tercera ronda en Cincinnati, donde nuevamente fue derrotado por Djokovic. Se clasificó en Winston-Salem y derrotó a Jack Sock en la primera ronda, pero perdió ante Dmitry Tursunov en la segunda ronda. No jugó ningún torneo en 2013 después del US Open, donde perdió en la primera ronda contra Alexandr Dolgopolov.

### 2014: Explosión y 1.º y 2.º título de la ATP

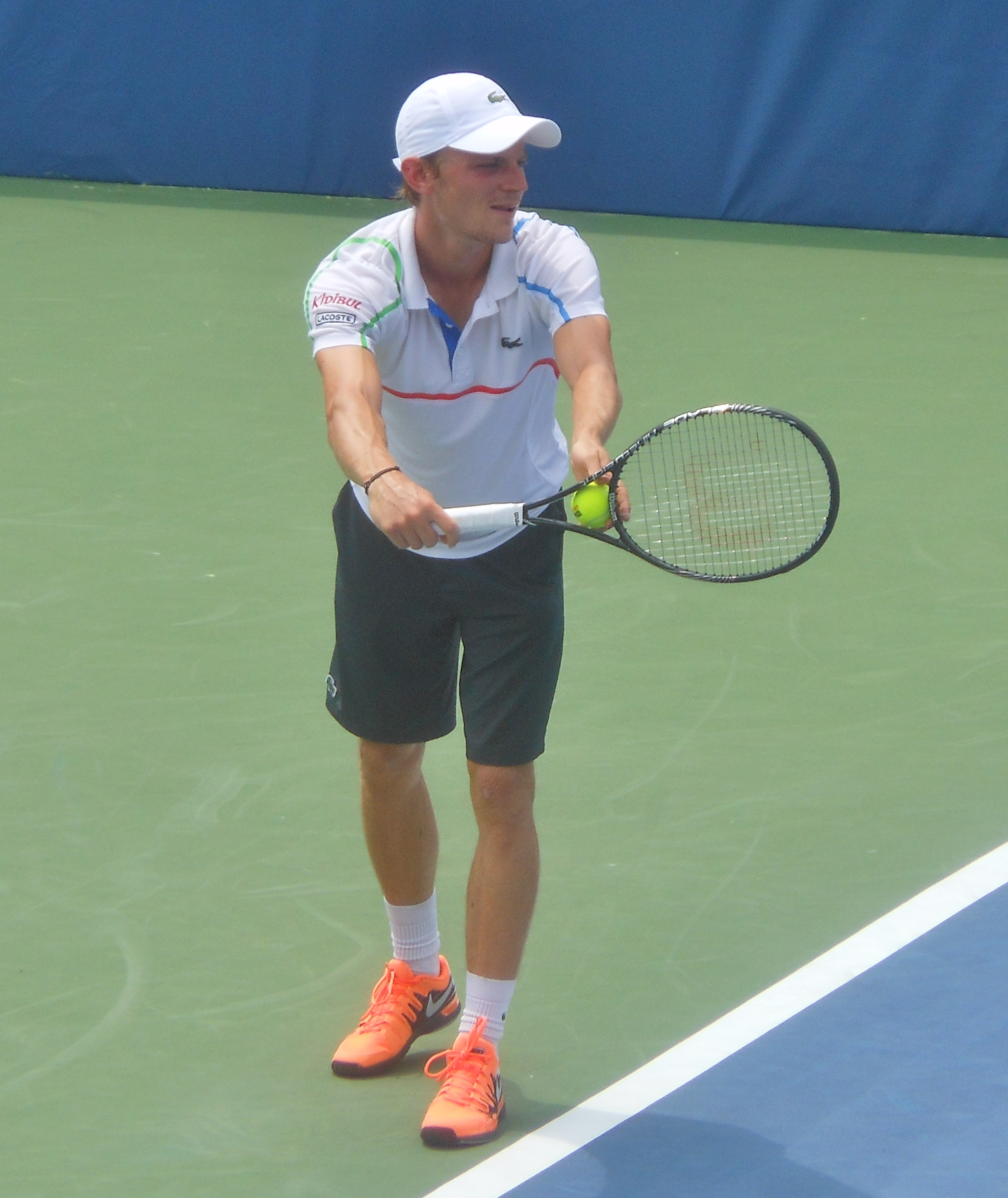
Goffin en 2014

Goffin tuvo que retirarse en su partido de segunda ronda en el evento Challenger en Nueva Caledonia, y se retiró de la clasificación para el Abierto de Australia debido a una lesión en el cuádriceps izquierdo.
De julio a agosto, después de su derrota en la ronda de apertura en Campeonato de Wimbledon 2016 frente al campeón defensor Andy Murray, Goffin ganó cuatro torneos consecutivos. Los tres primeros fueron Challengers, pero el cuarto fue su primer título ATP a nivel de circuito cuando ganó el Viena Open 2014, venciendo al local Dominic Thiem en la final. Durante esta carrera, Goffin ganó 40 de los 42 sets que jugó y ganó 20 partidos consecutivos.
En septiembre, después de llegar a la tercera ronda del US Open por primera vez, ganó su segundo título ATP de su carrera, el Torneo de Marsella 2014, batiendo al más alto jugadores cabeza de series Jo-Wilfried Tsonga en los cuartos de final y João Sousa en la final. Su carrera de julio a septiembre lo lanzó a más de 75 puestos en la clasificación, colocándolo en el top 40 del mundo por primera vez en su carrera.
En el ATP de Basilea, avanzó a su primera final del torneo ATP 500, derrotando a Milos Raonic en los cuartos de final, su primera victoria sobre un top 10. Perdió la final ante el cinco veces campeón Roger Federer en sets corridos; sin embargo, su carrera a la final lo llevó al puesto número 22 en el ranking mundial, un ranking con el que terminaría la temporada 2014. Después de haber comenzado el año en el puesto 111 en el mundo, Goffin terminó la temporada clasificada justo fuera del top 20, una diferencia de 89 lugares, y como resultado fue galardonado con el premio Estrella del Mañana, premio de la ATP para 2014.

### 2015: Llegada al Top 20 y subcampeón de la Copa Davis

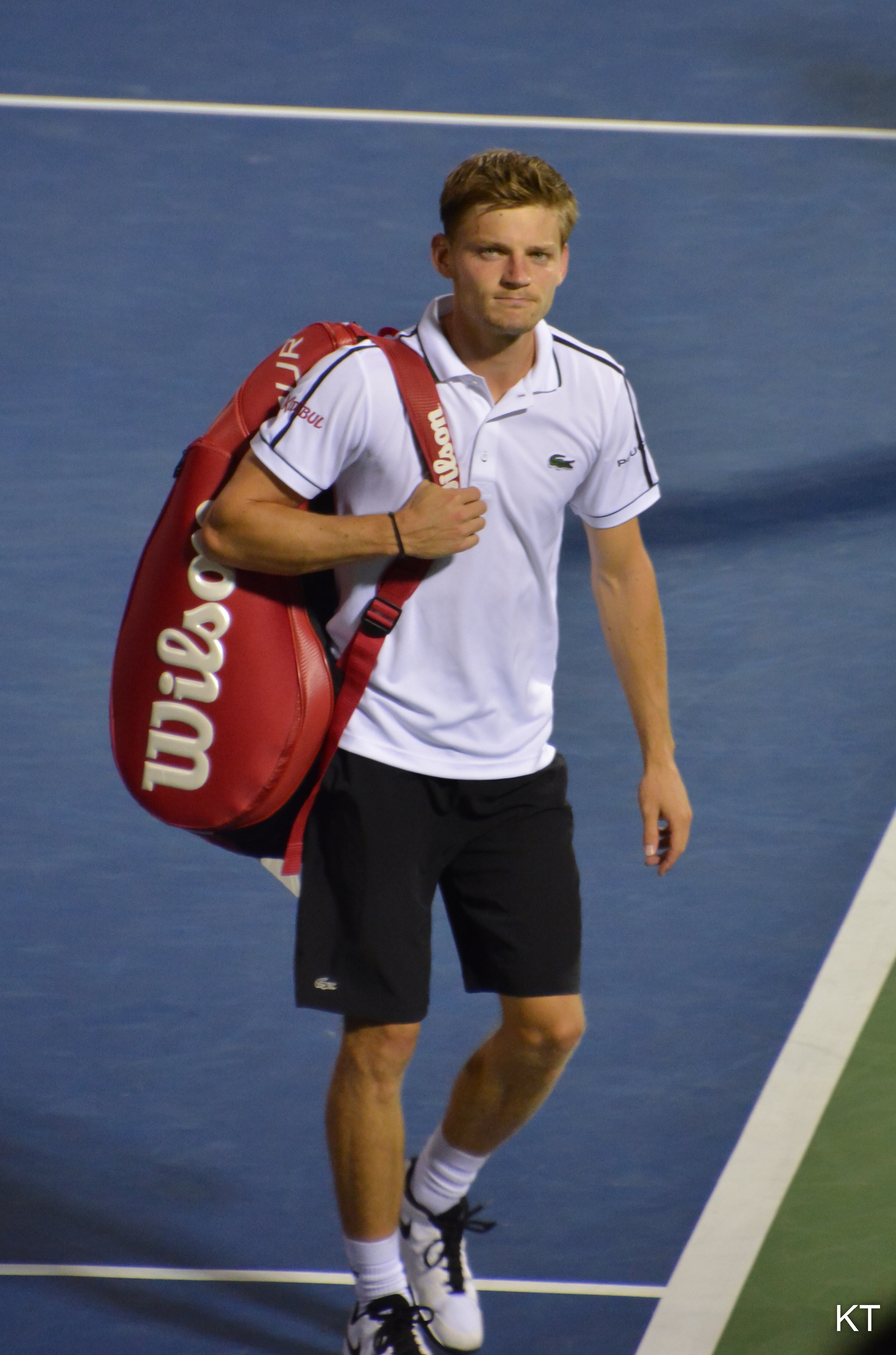
Goffin en 2015

El año 2015 vio a Goffin tener éxito continuo, alcanzar otras dos finales de la ATP y entrar en los primeros 20 del mundo, así como presentaciones decentes en los principales torneos. Su temporada se destacó por ser la fuerza motriz en la carrera del Equipo de Copa Davis de Bélgica a la final de la Copa Davis 2015, que perdieron ante Gran Bretaña, Goffin fue derrotado por Andy Murray en el cuarto punto decisivo después de haber ganado el segundo punto contra Kyle Edmund.

### 2016: Top 15 y Cuartos de final en Roland Garros
Goffin alcanzó la cuarta ronda por primera vez en el Abierto de Australia 2016, donde perdió ante Roger Federer en sets corridos. En marzo en el BNP Paribas Open 2016, alcanzó su primera semifinal Masters 1000, donde perdió ante Milos Raonic. Siguió con otra derrota en la semifinal en el Miami Open 2016, perdiendo ante Novak Djokovic en sets corridos.
Luego compitió en el Masters de Montecarlo 2016. Derrotó a Feliciano López en la primera ronda. Luego jugó frente Fernando Verdasco y ganó. Luego perdió ante el Lucky Loser Marcel Granollers. Goffin luego compitió en el BMW Open. En su primer partido, derrotó a Víctor Estrella Burgos. Luego jugó contra Alexander Zverev y perdió. En el Mutua Madrid Open 2016 a pesar de tener cuatro puntos de partido, perdió en la primera ronda contra Lucas Pouille.
Luego compitió en el Masters de Roma 2016. Ganó su primer partido contra Leonardo Mayer. Luego jugó contra Jack Sock en la segunda ronda, ganando en sets corridos. Luego jugó contra el n.º 8 del mundo Tomáš Berdych y lo derrotó sin perder un solo juego (doble 6-0). En los cuartos de final, perdió ante el segundo cabeza de serie Andy Murray.
En la Roland Garros 2016, jugó en la primera ronda contra el Will Card Grégoire Barrère, ganando en sets corridos. En la segunda ronda, jugó contra el clasificado Carlos Berlocq y volvió a ganar en sets corridos. En la tercera ronda, ganó en un partido de más de 3 horas contra Nicolás Almagro. En la cuarta ronda, ganó en cuatro sets contra Ernests Gulbis. Su torneo terminó en los cuartos de final, donde perdió ante Dominic Thiem en cuatro sets. En Campeonato de Wimbledon 2016, ganó en la primera y segunda ronda en sets corridos. En la tercera ronda, necesitó cuatro sets para ganar contra Denis Istomin. En la cuarta ronda, perdió ante Milos Raonic después de estar 2-0 arriba en set.
Goffin cayó en la primera ronda del US Open 2016, perdiendo en cuatro sets ante un estadounidense de 19 años Jared Donaldson. Goffin participó en las ATP World Tour Finals 2016 como suplente después de que Gaël Monfils tuvo que retirarse debido a una lesión. Goffin fue derrotado por Novak Djokovic en la etapa del round-robin.

### 2017: Top 10, finalista del torneo de maestros y segunda final de Copa Davis
Antes del comienzo de la temporada ATP, participa en el torneo de exhibición en el Mubadala World Tennis en Abu Dhabi, en cuartos vence a Jo-Wilfried Tsonga por 6-4, 7-6 y en semifinales al entonces número 1 Andy Murray por 7-64, 6-4 para llegar a la final donde fue derrotado por Rafael Nadal por un estrecho 6-4 y 7-65. Luego participó en Doha donde cae en segunda ronda contra Fernando Verdasco por 6-1 y 7-6. Terminó su preparación para el Abierto de Australia en el Kooyong Classic ganando el torneo por segundo año consecutivo al vencer a Ivo Karlović en la final.
En el Abierto de Australia llegó a octavos de final como el año anterior, superando con bastantes dificultades al clasificado Reilly Opelka en cinco sets por 6-4, 4-6, 6-2, 4-6, 6-4 en primera ronda, después vence en sets corridos a Radek Štěpánek y al cañonero croata Ivo Karlović. En octavos de final bate al octavo mundial Dominic Thiem por 5-7, 7-64 y doble 6-2 en 2 horas 43 minutos, después de dos primeros sets bastante difíciles, finalmente cae ante el 15 del mundo Grigor Dimitrov por un contundente 6-3, 6-2, 6-4 en 2 horas y 12 minutos, en cuartos de final, cometiendo demasiados errores no forzados (46) que beneficiaron al búlgaro, tras el partido Goffin llegó a decir que su oponente estaba en todos las partes de la cancha.
En febrero juega en el Torneo de Sofía, llegando a la final tras superar a Radu Albot, Steve Darcis y Roberto Bautista, allí se encuentra con el local Grigor Dimitrov que lo derrota nuevamente por 7-5, 6-4. Luego participó en Róterdam, donde se enfrentó por tercera vez en el año al búlgaro Grigor Dimitrov en los cuartos de final en su primera lucha de 3 sets ganó por 6-4, 1-6, 6-3. Después llega a la final donde se enfrenta a Jo-Wilfried Tsonga después de vencer fácilmente al clasificado Pierre-Hugues Herbert por 6-1 y 6-3. Perdió ante el francés por 6-4, 4-6, 1-6 después de ir liderando por 6-4 y 4-4 en el segundo durante casi dos horas, esta fue su sexta derrota consecutiva en una final, pero gracias a su gran torneo, le permite entrar en el top 10 por primera vez siendo el primer belga en hacerlo.
En marzo comienza la gira estadounidense con dos semifinales por defender, perdió en la segunda ronda en el Masters de Indian Wells contra Pablo Cuevas por 3-6, 6-3, 3-6 y en la misma etapa en Miami contra Nick Kyrgios por 7-56 y 6-3, después de esto jugó los Cuartos de final de la Copa Davis frente a Italia ganando sus dos partidos en singles contra Andreas Seppi por 6-4, 6-3, 6-3 y a Paolo Lorenzi por 6-3, 6-3, 6-2 en el cuarto punto que cerró la eliminatoria.
Comienza la gira de tierra batida europea en el Masters de Montecarlo comienza arrasando en sus dos primeros partido contra Steve Darcis por 6-2, 6-1 y Nicolás Almagro por 7-5 y 6-1, en octavos de final se enfrenta al No.9 del mundo Dominic Thiem ganando por 7-64, 4-6, 6-3 para avanzar hasta los cuartos de final donde se enfrentaría al número 2 del mundo Novak Djokovic ganándole por primera vez en seis enfrentamientos por 6-2, 3-6 y 7-5 en dos horas y 35 minutos, partido que el mismo Goffin relata como "el mejor partido de su carrera", en semifinales se enfrenta a Rafael Nadal en un partido polémico después de un error arbitral grande cuando el belga iba 3-2 arriba sacando (Con break a favor) frente al español, ya que una bola que se habría ido fuera por casi un metro del español, es declarada como buena por el Juez de Silla, lo que le impide confirmar el break (hubiera quedado 4-2 arriba). Tras unos instantes de discusión, Goffin se resigna a seguir jugando, pero de ahí en más, no recuperaría su nivel de juego, ganando apenas un game, perdiendo por 6-3 y 6-1 en una hora y media.
En mayo juega el Masters de Madrid, llega a cuartos de final sin ceder sets tras vencer a Karen Jachánov (6-2, 7-68), Florian Mayer (7-63, 6-0) y al 6.º del mundo Milos Raonic por 6-4, 6-2. En cuartos de final cae nuevamente contra Nadal por 7-63 y 6-2 a pesar de jugar un buen primer set y después llega a tercera ronda en Roma tras vencer a Thomaz Bellucci (6-7, 6-3, 6-4) y Fernando Verdasco (3-6, 6-3, 6-2) finalmente termina cayendo ante Marin Čilić por 6-3 y 6-4.
Llegó a Roland Garros con buenas ambiciones dado sus buenos resultados en tierra y un cuartos de final que defender, comenzó venciendo a Paul-Henri Mathieu (6-2, 6-2, 6-2) y Sergiy Stakhovsky (6-2, 6-4, 3-6, 6-3) en las dos primeras rondas después se enfrenta a Horacio Zeballos en tercera ronda, sería protagonista de una fea lesión tras tropezarse con la lona de protección de la cancha, en un partido en el que iba superando a su rival Zeballos por 5-4 en el primer set. Esto le provoca un desgarro muscular que le obliga a renunciar a la gira sobre césped.
Regresa a mediados de julio en Umag donde pierde en los cuartos de final contra Ivan Dodig por 7-5, 6-3. Todavía necesita tiempo para encontrar su juego y es eliminado en la segunda ronda en Montreal por Hyeon Chung por 7-5, 6-3 y en la primera ronda en Cincinnati pierde contra Nick Kyrgios por 6-2, 6-3. Mejora su juego en el US Open comienza venciendo en sets corridos a Julien Benneteau, en 2.ª ronda vence difícilmente a Guido Pella por 3-6, 7-65, 26-7, 7-64, 6-3 después de una gran lucha de 4 horas 20 minutos, en tercera ronda ronda debía enfrentarse al francés Gaël Monfils pero no se presentó y accedió directamente a cuarta ronda por primera vez en Flushing Mewdows donde cae contra el joven ruso Andréi Rubliov por 5-7, 56-7, 3-6 en dos horas y 5 minutos.
El siguiente fin de semana juega las semifinales de la Copa Davis ante Australia, ganando sus dos partidos de individuales contra John Millman (46-7, 6-4, 6-3, 7-5) y al 20.º del mundo Nick Kyrgios (46-7, 6-4, 6-4, 6-4) igualando la serie a 2 puntos por lado, finalmente su compatriota Steve Darcis gana el quinto punto para clasificar a Bélgica a la final contra Francia, además Bélgica alcanzó su segunda final de Copa Davis en tres años, después de haber perdido frente a Gran Bretaña en la Final de 2015.
Después de la Copa Davis, David participa en el torneo de Shenzhen en el comienzo de la Gira asiática, se clasificó a la final tras vencer al suizo Henri Laaksonen en un complicado partido por 7-67, 5-7, 6-3 en semifinales y en la final vence a Alexandr Dolgopolov por 6-4, 56-7, 6-3 en otro partido complicado después de 2 horas y 4 minutos de juego para ganar su tercer título ATP, el primero desde 2014. La semana siguiente, juega en Tokio donde es finalista reciente y por ende defiende 300 puntos, como cabeza de serie 2 llegó a la final venciendo al español Feliciano López (7-5, 6-1), al británico Matthew Ebden (2-6, 7-5, 7-61 en 2h20m), al francés Richard Gasquet (7-5, 6-2) tras ir 2-5 abajo en la primera manga y en semifinales al argentino Diego Schwartzman en dos tie-break después de un poco más de dos horas. En la final venció a Adrian Mannarino por 6-3, 7-5 en una hora y 24 minutos, ganando su primer ATP 500, el título más prestigioso de su carrera al tiempo que confirma su buen estado de forma, este es su cuarto título en su carrera que le permite volver al Top 10 y acercarse más a la clasificación para el Masters al ocupar el 8.º lugar de la clasificación general, habiendo estado ausente desde mayo.
Después de esta seguidilla de triunfos juega en Shanghái saliendo de entrada en la segunda ronda ante el francés Gilles Simón por 7-64, 6-3, acusando el desgaste de Shenzhen y Tokio. Para la gira bajo techo juega en Amberes comienza venciendo a Frances Tiafoe por 7-61, 6-2 antes de caer en cuartos de final contra el joven griego Stefanos Tsitsipas por 6-2, 16-7 y 46-7. A finales de octubre, participó en el Masters 1000 de París-Bercy donde perdió en tercera ronda contra Julien Benneteau por doble 6-3. Tras la derrota de Juan Martín del Potro en los cuartos de final, se asegura de ingresar al top 8 por primera vez en su carrera, después del torneo se clasifica para el Masters por primera vez siendo además el primer belga en lograrlo.
El buen año que tuvo le permitió clasificarse por primera vez de forma directa al Masters de Londres, ya que el año anterior jugó gracias al retiro por lesión de uno de los clasificados, situado en el Grupo Pete Sampras junto al español Rafael Nadal, el búlgaro Grigor Dimitrov y al austríaco Dominic Thiem. Hace su debut en un Masters ante un Nadal mermado por un vendaje en la rodilla, lograría la hazaña de derrotar al número 1 del mundo en una batalla de 2 horas y 37 minutos ganando en su quinto punto de partido por 7-65, 46-7, 6-4 en un partido intenso, después cae de manera categórica ante Grigor Dimitrov por 6-0, 6-2 en una hora 13 minutos, en el que fue su peor partido del torneo, acusando el desgaste del partido anterior con Nadal pero después reveló que no tenía problemas físicos. Ganó su tercer juego contra Dominic Thiem por 6-4, 6-1 en una hora y 11 minutos clasificándose para las semifinales donde se enfrentó a Roger Federer, el favorito del torneo, vence por primera vez al suizo por 2-6, 6-3 y 6-4 en una hora 45 minutos clasificándose para la final en su primer torneo. Goffin se convirtió en el sexto jugador en vencer a Federer y Nadal en el mismo evento y el primero desde Nikolai Davydenko en el ATP World Tour Finals 2009 para vencer a los dos mejores jugadores al final del año. En la final se encuentra a otro debutante en el Masters, nuevamente al búlgaro Grigor Dimitrov (No.6 del mundo), caería finalmente por 5-7, 6-4, 3-6 después de dos horas y media en un partido con altos y bajos por partes de ambos, debido a su gran torneo. Este le permite subir hasta el séptimo lugar del ranking mundial, y logrando un subcampeonato más que merecido por vencer al número 1 y 2 del mundo.

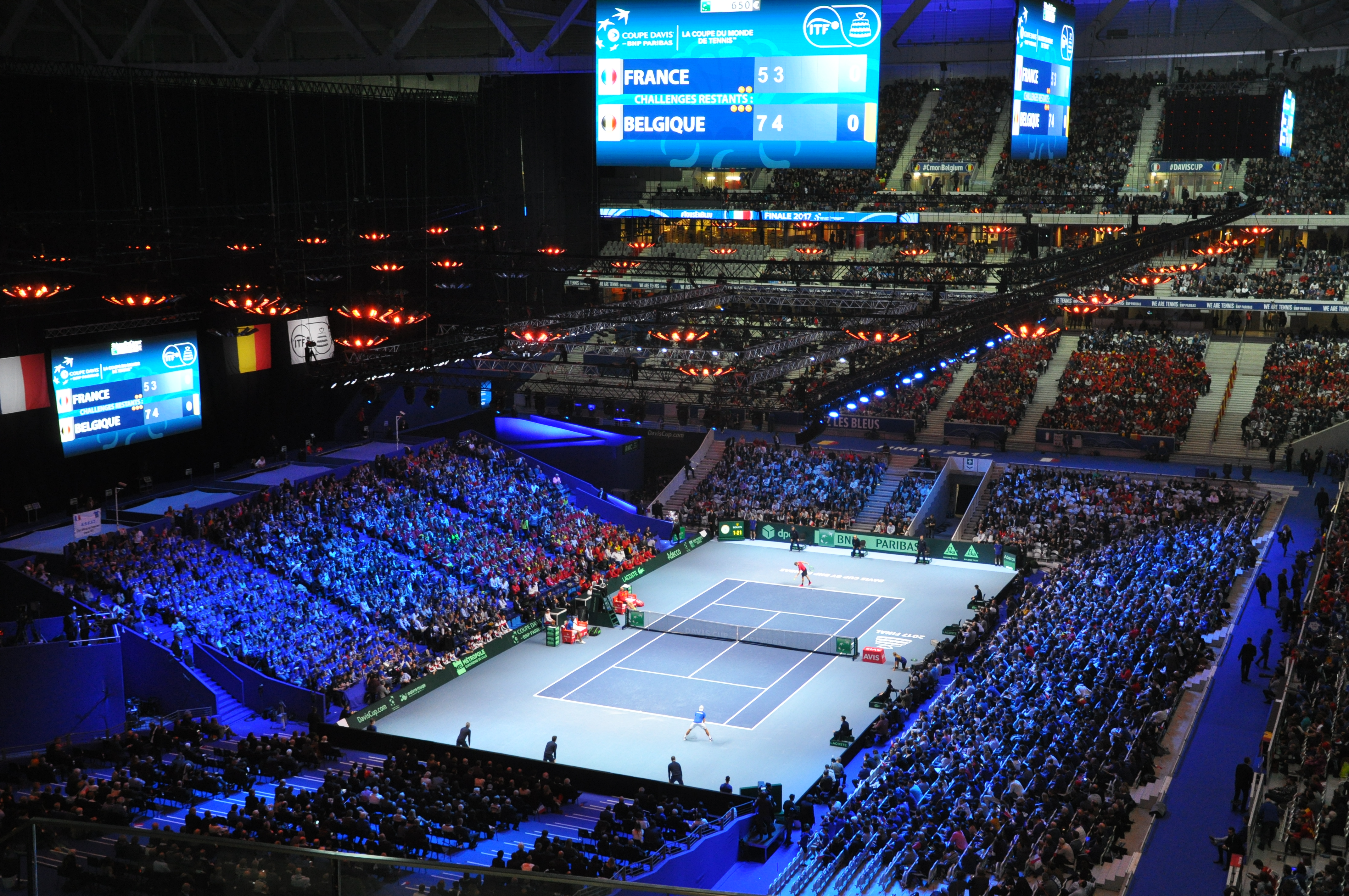
Imagen del segundo punto de la final de la Copa Davis 2017 entre David Goffin y Lucas Pouille representando a Bélgica y Francia respectivamente

Terminó su temporada con la final de la Copa Davis 2017 contra Francia de visita los días 24 y 26 de noviembre. Gana sus dos juegos individuales contra Lucas Pouille (7-5, 6-3, 6-1) y Jo-Wilfried Tsonga (7-65, 6-3, 6-2) sin perder sets. Aun así su equipo perdió por 3-2 perdiendo una final por segunda vez en 3 años. Goffin terminó el año habiendo ganado los seis partidos de individuales que jugó en 2017 por la Davis, contra Italia, Australia y Francia.

### 2018
Goffin comienza su temporada en la Copa Hopman junto con Elise Mertens, gana todos sus juegos individuales superando a Alexander Zverev (6-3, 6-3), Thanasi Kokkinakis (6-4, 6-2) y Vasek Pospisil (6-2, 6-4) en sets corridos, pero aun así Bélgica no se clasifica a la final. En el Abierto de Australia el belga es uno de los favoritos debido a su buen final de temporada pasada, cae sorprendentemente en la segunda ronda frente al veterano francés Julien Benneteau por 6-1, 56-7, 1-6 y 46-7 bajó el sofocante calor australiano. Se recuperó de este comienzo decepcionante del año al ganar sus dos partidos de individuales ante Attila Balazs por 6-4, 6-4, 6-0 y a Marton Fucsovics por 7-5, 6-4, 3-6, 6-2 para ayudar a ganar a Bélgica en los Octavos de final de la Copa Davis contra Hungría.
Después en febrero jugó en Montpellier llegando a semifinales tras victorias sobre Gilles Simon y Karen Jachánov, cae contra el francés Richard Gasquet por 4-6, 6-0 y 3-6. Siguió en Róterdam donde defendía final y llegó a la semifinal después de vencer en sets corridos a Nicolas Mahut, Feliciano López y Tomáš Berdych (Este último por abandonó). En semifinales durante su partido contra Grigor Dimitrov la pelota rebotará en su raqueta y le pegara en el ojo izquierdo cuando iba cayendo por 3-6 y 1-0. Él tiene que darse por vencido para no agravar su condición y dejar que el búlgaro vaya a la final.
Tras esto debe bajarse de Indian Wells; su regreso fue en Miami siendo derrotando estrepitosamente en su debut ante João Sousa por 6-0 y 6-1, ganando un solo juego. Después del Miami Open tuvo que regresar a Bélgica para revisar su ojo. Debido a este chequeo, no pudo participar en los Cuartos de final de la Copa Davis contra Estados Unidos. Bélgica perdió 4-0.
Comenzó la gira de tierra batida europea en el Masters de Montecarlo se clasificó a cuartos de final tras vencer a Stefanos Tsitsipas (7-64, 7-5) y Roberto Bautista-Agut (6-4, 7-5). En cuartos cae ante el 5.º del mundo Grigor Dimitrov por 6-4, 7-65. La semana siguiente jugó en Barcelona llegó a la semifinal tras vencer a Marcel Granollers (4-6, 7-62, 6-2), Karen Jachánov (2-6, 7-62, 6-0) y Roberto Bautista Agut (36-7, 6-2, 6-2) todos ellos en tres sets. En semifinales se cruza contra el número 1 del mundo Rafael Nadal y es vencido aplastantemente por 6-4 y 6-0 en una hora 22 minutos. Comienza mayo jugando en Madrid y tras vencer a Robin Haase cae en la ronda siguiente ante Kyle Edmund por doble 6-3 en tercera ronda, quien fue verdugo de Novak Djokovic en la ronda anterior. En Roma llegó a los cuartos de final tras eliminar a Leonardo Mayer, Marco Cecchinato y Juan Martín del Potro, este último tras retiró del argentino en el segundo set. En los cuartos de final perdió con el número 3 mundial Alexander Zverev, después de un juego muy jugado por 4-6, 6-3, 3-6.
En Roland Garros debutó con un sufrida victoria ante Robin Haase tras caer en los dos primeros sets por doble 6-4, el belga remonto y ganó por 6-4, 6-1 y 6-0 los tres sets restantes, en segunda ronda venció en sets corridos al local Corentin Moutet (7-5, 6-0, 6-1) y en tercera ronda se enfrentó a la estrella local Gael Monfils en otro partido a cinco sets el belga ganó por 6-7, 6-3, 4-6, 7-5 y 6-3 en dos días a causa de la lluvia y luego de salvar 4 puntos de partido, lo que demuestra una vez más su fuerza mental. En cuarta ronda cayó eliminado ante la sorpresa del torneo Marco Cecchinato por 7-5, 4-6, 6-0 y 6-3.
No consigue buenos resultados en césped al caer en primera ronda tanto en Queen's contra Feliciano López por 6-3, 6-7, 6-3 y en Wimbledon contra Matthew Ebden por 6-4, 6-3, 6-4. Mejoró sus resultados llegando a cuartos en Washington en el cemento estadounidense al ser eliminado por el joven griego Stefanos Tsitsipas por 6-3 y 6-4. En Cincinnati se toma la revancha frente a Tsitsipas y gana por 7-5, 6-3 en segunda ronda y luego vence en tres sets al francés Benoît Paire por 5-7, 6-4, 6-2. En cuartos, bate el No.6 del mundo Kevin Anderson en su primer enfrentamiento ganando por 6-2, 6-4 y en cuartos al 3 del mundo Juan Martín del Potro por doble 7-6 para jugar su cuarta semifinal de Masters 1000 en su carrera donde se enfrenta a Roger Federer y se retiró mientras perdía por 7-6 y 1-1 por una lesión en el hombro.

## Estilo de juego

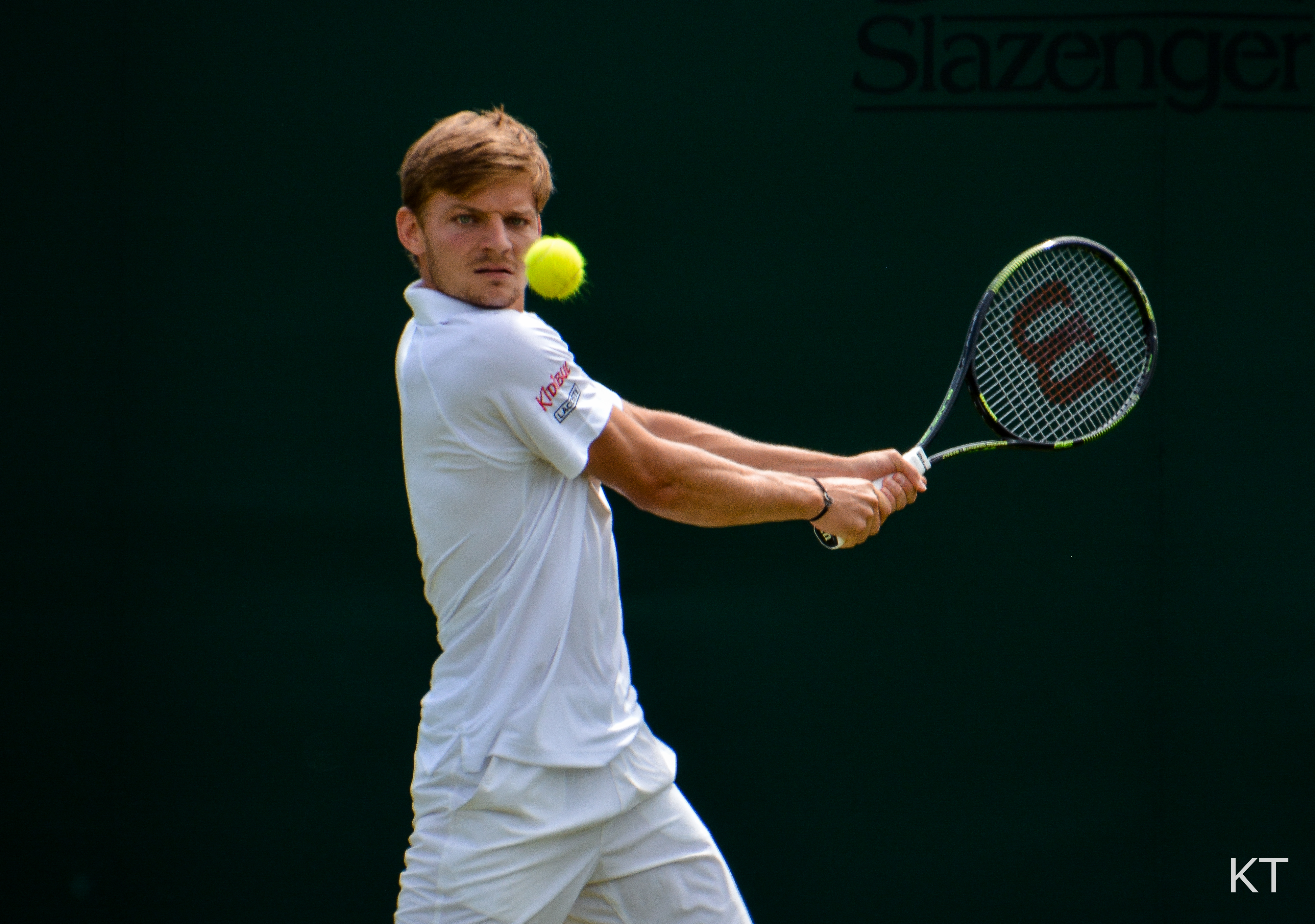

Goffin es un jugador que juega un juego orientado a la línea de base, y se lo considera un línea de base ofensivo, con golpes de fondo precisos y potentes. Tiene una buena derecha, que usa con buenos resultados y mueve a los oponentes alrededor de la cancha, pero su revés a dos manos es su golpe más fuerte, particularmente al hilo. Es considerado como uno de los mejores jugadores de la gira de polvo de ladrillo. Sin embargo prefiere las canchas rápidas. No es dueño de una gran altura, pero su físico es ideal para jugar este deporte. Tras la apariencia de una juvenil y tímida figura oculta un fuerte carácter, y no tiene reparos en entablar discusiones con los jueces de sillas, o reprocharse a sí mismo cuando lo considerase.
Tras el partido por los octavos de final de Roland Garros contra Roger Federer, mucha gente lo comparó con el "Mago" Guillermo Coria.
Tiene un buen servicio, capaz de alcanzar 125 mph (202 km / h). También es un excelente motorista en la cancha y es excelente para recuperar pelotas complicadas. Él es sólido en la red, pero este no es uno de sus principales activos.
Goffin es patrocinado por Wilson por sus raquetas y Asics Corporation por su ropa. Él usa la raqueta Wilson Blade 98 18x20 Countervail.

## Vida privada
Desde 2018 estuvo saliendo con Stephanie Tuccitto, de ascendencia italiana, con quien contrajo matrimonio el 18 de septiembre de 2021 en una boda intima en el sur de Francia.

## ATP World Tour Finals

#### Finalista (1)
| Año  | Torneo  | Superficie | Finalista       | Resultado     |
| 2017 | Londres | Dura (i)   | Grigor Dimitrov | 5-7, 6-4, 3-6 |

## ATP World Tour Masters 1000

#### Finalista (1)
| Año  | Torneo     | Superficie | Ind/Outdoor | Oponente en la final | Resultado   |
| 2019 | Cincinnati | Dura       | Outdoor     | Daniil Medvédev      | 6-7(3), 4-6 |

## Títulos ATP (7; 6+1)

### Individual (6)
| Leyenda                   |
| Grand Slam (0)            |
| ATP World Tour Finals (0) |
| ATP Masters 1000 (0)      |
| ATP World Tour 500 (1)    |
| ATP World Tour 250 (5)    |

| N.º | Fecha                    | Torneo      | Superficie    | Oponente en la final | Resultado        |
| --- | ------------------------ | ----------- | ------------- | -------------------- | ---------------- |
| 1.  | 2 de agosto de 2014      | Kitzbühel   | Tierra batida | Dominic Thiem        | 4-6, 6-1, 6-3    |
| 2.  | 15 de septiembre de 2014 | Metz        | Dura (i)      | João Sousa           | 6-4, 6-3         |
| 3.  | 1 de octubre de 2017     | Shenzhen    | Dura          | Alexandr Dolgopolov  | 6-4, 6-7(5), 6-3 |
| 4.  | 8 de octubre de 2017     | Tokio       | Dura          | Adrian Mannarino     | 6-3, 7-5         |
| 5.  | 28 de febrero de 2021    | Montpellier | Dura (i)      | Roberto Bautista     | 5-7, 6-4, 6-2    |
| 6.  | 10 de abril de 2022      | Marrakech   | Tierra batida | Alex Molčan          | 3-6, 6-3, 6-3    |

#### Finalista (9)
| N.º | Fecha                   | Torneo                | Superficie    | Oponente en la final | Resultado     |
| --- | ----------------------- | --------------------- | ------------- | -------------------- | ------------- |
| 1.  | 26 de octubre de 2014   | Basilea               | Dura (i)      | Roger Federer        | 2-6, 2-6      |
| 2.  | 14 de junio de 2015     | 's-Hertogenbosch      | Hierba        | Nicolas Mahut        | 6-7(1), 1-6   |
| 3.  | 2 de agosto de 2015     | Gstaad                | Tierra batida | Dominic Thiem        | 5-7, 2-6      |
| 4.  | 9 de octubre de 2016    | Tokio                 | Dura          | Nick Kyrgios         | 6-4, 3-6, 5-7 |
| 5.  | 12 de febrero de 2017   | Sofía                 | Dura (i)      | Grigor Dimitrov      | 5-7, 4-6      |
| 6.  | 19 de febrero de 2017   | Róterdam              | Dura (i)      | Jo-Wilfried Tsonga   | 6-4, 4-6, 1-6 |
| 7.  | 19 de noviembre de 2017 | ATP World Tour Finals | Dura (i)      | Grigor Dimitrov      | 5-7, 6-4, 3-6 |
| 8.  | 23 de junio de 2019     | Halle                 | Hierba        | Roger Federer        | 6-7(2), 1-6   |
| 9.  | 18 de agosto de 2019    | Cincinnati            | Dura          | Daniil Medvédev      | 6-7(3), 4-6   |

### Dobles (1)
| Leyenda                         |
| Grand Slam (0)                  |
| ATP Wourld Tour Finals (0)      |
| ATP Masters 1000 World Tour (0) |
| ATP World Tour 500 series (0)   |
| ATP World Tour 250 series (1)   |

| N.º | Fecha              | Torneo | Superficie | Pareja                | Oponentes en la final        | Resultado        |
| --- | ------------------ | ------ | ---------- | --------------------- | ---------------------------- | ---------------- |
| 1.  | 4 de enero de 2019 | Doha   | Dura       | Pierre-Hugues Herbert | Robin Haase Matwé Middelkoop | 5-7, 6-4, [10-4] |

## Clasificación histórica

### Singles
| Torneo                  | 2009            | 2010            | 2011            | 2012            | 2013            | 2014            | 2015            | 2016         | 2017         | 2018            | 2019            | 2020            | 2021            | 2022            | 2023         | T/P     | G-P     | Victorias % |
| ----------------------- | --------------- | --------------- | --------------- | --------------- | --------------- | --------------- | --------------- | ------------ | ------------ | --------------- | --------------- | --------------- | --------------- | --------------- | ------------ | ------- | ------- | ----------- |
| Grand Slam              |                 |                 |                 |                 |                 |                 |                 |              |              |                 |                 |                 |                 |                 |              |         |         |             |
| Abierto de Australia    | A               | A               | A               | Q2              | 1R              | A               | 2R              | 4R           | CF           | 2R              | 3R              | 3R              | 1R              | 1R              | A            | 0 / 9   | 13–9    | 59%         |
| Roland Garros           | A               | A               | A               | 4R              | 1R              | 1R              | 3R              | CF           | 3R           | 4R              | 3R              | 1R              | 1R              | 3R              | 1R           | 0 / 12  | 18–12   | 60%         |
| Wimbledon               | A               | A               | Q3              | 3R              | 1R              | 1R              | 4R              | 4R           | A            | 1R              | CF              | ND              | A               | CF              |              | 0 / 8   | 16–8    | 67%         |
| US Open                 | A               | A               | Q3              | 1R              | 1R              | 3R              | 3R              | 1R           | 4R           | 4R              | 4R              | 4R              | 1R              | 1R              |              | 0 / 11  | 16–11   | 59%         |
| Ganados–Perdidos        | 0–0             | 0–0             | 0–0             | 5–3             | 0–4             | 2–3             | 8–4             | 10–4         | 9–3          | 7–4             | 11–4            | 5–3             | 0–3             | 6–4             | 0–1          | 0 / 40  | 63–40   | 61%         |
| Torneo de maestros      |                 |                 |                 |                 |                 |                 |                 |              |              |                 |                 |                 |                 |                 |              |         |         |             |
| ATP Finals              | No se clasificó | No se clasificó | No se clasificó | No se clasificó | No se clasificó | No se clasificó | No se clasificó | RR           | F            | No se clasificó | No se clasificó | No se clasificó | No se clasificó | No se clasificó |              | 0 / 2   | 3–3     | 50%         |
| Representación nacional |                 |                 |                 |                 |                 |                 |                 |              |              |                 |                 |                 |                 |                 |              |         |         |             |
| Juegos Olímpicos        | No Celebrado    | No Celebrado    | No Celebrado    | 1R              | No Celebrado    | No Celebrado    | No Celebrado    | 3R           | No Celebrado | No Celebrado    | No Celebrado    | No Celebrado    | A               | No Celebrado    | No Celebrado | 0 / 2   | 2–2     | 50%         |
| Bélgica                 | A               | A               | A               | PO              | 1R              | 1R              | F               | 1R           | F            | CF              | RR              | A               | A               | RR              |              | 0 / 7   | 26–5    | 85%         |
| ATP Cup                 | No Celebrado    | No Celebrado    | No Celebrado    | No Celebrado    | No Celebrado    | No Celebrado    | No Celebrado    | No Celebrado | No Celebrado | No Celebrado    | No Celebrado    | CF              | NSC             | NSC             | ND           | 0 / 1   | 3–1     | 75%         |
| United Cup              | No Celebrado    | No Celebrado    | No Celebrado    | No Celebrado    | No Celebrado    | No Celebrado    | No Celebrado    | No Celebrado | No Celebrado | No Celebrado    | No Celebrado    | No Celebrado    | No Celebrado    | No Celebrado    | RR           | 0 / 1   | 0–2     | 0%          |
| ATP Tour Masters 1000   |                 |                 |                 |                 |                 |                 |                 |              |              |                 |                 |                 |                 |                 |              |         |         |             |
| Indian Wells            | A               | A               | A               | A               | 2R              | 1R              | A               | SF           | 4R           | A               | 2R              | ND              | A               | 1R              | A            | 0 / 6   | 7–6     | 54%         |
| Miami                   | A               | A               | A               | 2R              | 3R              | 1R              | 4R              | SF           | 4R           | 2R              | 4R              | ND              | 2R              | 2R              | A            | 0 / 10  | 14–10   | 59%         |
| Montecarlo              | A               | A               | A               | A               | 1R              | 1R              | 2R              | 3R           | SF           | CF              | 2R              | ND              | CF              | 3R              | 1R           | 0 / 10  | 15–10   | 60%         |
| Madrid                  | A               | A               | A               | A               | 1R              | A               | 2R              | 1R           | CF           | 3R              | 1R              | ND              | A               | 3R              | 1R           | 0 / 8   | 7–8     | 47%         |
| Roma                    | A               | A               | A               | A               | A               | A               | CF              | CF           | 3R           | CF              | 2R              | 2R              | 2R              | 2R              | 2R           | 0 / 9   | 14–9    | 61%         |
| Canadá                  | A               | A               | A               | A               | 1R              | A               | 3R              | 3R           | 2R           | 1R              | 1R              | ND              | A               | 1R              |              | 0 / 7   | 4–7     | 36%         |
| Cincinnati              | A               | A               | A               | Q2              | 3R              | A               | 3R              | 2R           | 1R           | SF              | F               | 3R              | 1R              | 1R              |              | 0 / 9   | 14–9    | 61%         |
| Shanghái                | A               | A               | A               | A               | A               | A               | 2R              | CF           | 2R           | A               | 3R              | No disputado    | No disputado    | No disputado    |              | 0 / 4   | 6–4     | 60%         |
| París                   | A               | A               | A               | Q1              | A               | 2R              | 3R              | 3R           | 3R           | A               | 2R              | 2R              | A               | A               |              | 0 / 6   | 6–6     | 50%         |
| Ganados–Perdidos        | 0–0             | 0–0             | 0–0             | 1–1             | 5–6             | 1–4             | 12–8            | 19–9         | 15–9         | 10–6            | 11–9            | 1–3             | 4–4             | 6–7             | 1–3          | 0 / 69  | 85–69   | 55%         |
| Estadísticas            |                 |                 |                 |                 |                 |                 |                 |              |              |                 |                 |                 |                 |                 |              |         |         |             |
| Finales                 | 0               | 0               | 0               | 0               | 0               | 3               | 2               | 1            | 5            | 0               | 2               | 0               | 1               | 1               |              | 15      | 15      | 40%         |
| Títulos                 | 0               | 0               | 0               | 0               | 0               | 2               | 0               | 0            | 2            | 0               | 0               | 0               | 1               | 1               |              | 6       | 6       | 40%         |
| G-P en Hard             | 0–0             | 0–0             | 2–2             | 10–7            | 8–13            | 19–10           | 20–14           | 32–18        | 38–15        | 19–9            | 20–18           | 12–9            | 9–9             | 11–19           |              | 203–145 | 203–145 | 58%         |
| G-P en Arcilla          | 0–0             | 0–0             | 0–0             | 5–3             | 3–7             | 5–3             | 12–8            | 12–5         | 16–7         | 12–5            | 6–6             | 0–2             | 5–5             | 12–5            |              | 88–56   | 88–56   | 61%         |
| G-P en Césped           | 0–0             | 0–0             | 0–0             | 2–4             | 0–3             | 1–2             | 6–3             | 5–2          | 0–0          | 0–2             | 10–3            | 0–0             | 0–1             | 4–2             |              | 28–22   | 28–22   | 56%         |
| Global G-P              | 0–0             | 0–0             | 2–2             | 17–14           | 11–23           | 25–15           | 38–25           | 49–25        | 54–22        | 31–16           | 36–27           | 12–11           | 14–15           | 27–26           |              | 319–223 | 319–223 | 319–223     |
| Victorias %             | –%              | –%              | 50%             | 55%             | 32%             | 63%             | 60%             | 66%          | 69%          | 65%             | 57%             | 52%             | 48%             | 51%             |              | 58.85%  | 58.85%  | 58.85%      |

## ATP Challenger Tour (8; 8+0)

### Individuales (8)
| N.° | Fecha                    | Torneo                                   | Superficie    | Oponente en la final | Resultado     |
| --- | ------------------------ | ---------------------------------------- | ------------- | -------------------- | ------------- |
| 1.  | 1 de abril de 2012       | Challenger de Le Gosier                  | Tierra batida | Mischa Zverev        | 6-2 6-2       |
| 2.  | 30 de septiembre de 2012 | Challenger de Orléans                    | Dura          | João Sousa           | 6-4, 3-6 6-3  |
| 3.  | 21 de julio de 2013      | Challenger de Eskisehir                  | Dura          | Marsel Ilhan         | 4-6, 7-5, 6-2 |
| 4.  | 13 de julio de 2014      | Challenger de Scheveningen               | Tierra batida | Andreas Beck         | 6-3, 6-2      |
| 5.  | 20 de julio de 2014      | Challenger de Posnania                   | Tierra batida | Blaž Rola            | 6-2, 6-4      |
| 6.  | 27 de julio de 2014      | Challenger de Tampere                    | Tierra batida | Jarkko Nieminen      | 7-63, 6-3     |
| 7.  | 5 de octubre de 2014     | Challenger de Mons                       | Dura (i)      | Steve Darcis         | 6-3, 6-3      |
| 8.  | 29 de enero de 2023      | Challenger de Ottignies-Louvain-la-Neuve | Dura (i)      | Mikael Ymer          | 6-4, 6-1      |

## Curiosidad
Goffin se convirtió en el primer jugador de la historia en hacer una compra en SETcoins, una moneda digital que Setteo, la comunidad de los deportes de raqueta, ha presentado en el Mutua Madrid Open y que nace con el objetivo de convertirse, en un breve plazo de tiempo, en la moneda mundial de este tipo de deportes. Goffin, que además es embajador de Setteo en el área de tenis, visitó el stand que la compañía tiene en el torneo e hizo la primera transacción, adquiriendo 12.000 SETcoins que pagó en efectivo en euros para comprar, con su teléfono móvil, unas gafas de sol.

## Ranking ATP al final de la temporada
| Año                     | 2008 | 2009 | 2010 | 2011 | 2012 | 2013 | 2014 | 2015 | 2016 | 2017 | 2018 | 2019 | 2020 | 2021 |
| Ranking en individuales | 599  | 324  | 299  | 174  | 46   | 110  | 22   | 16   | 11   | 7    | 22   | 11   | 15   | 39   |